# Ozeasz (król Izraela)
Ozeasz, Hoszea (‏הוֹשֵׁעַ‎, zdrobnienie od Jehoszua, „Jahwe jest zbawieniem"; asyr. Ausi) − dziewiętnasty i ostatni król Izraela (państwa północnego), syn Eli, opisywany w 2 Księdze Królewskiej. Panował w latach 732–722 p.n.e.
Według Biblii Ozeasz objął rządy w Izraelu w wyniku przewrotu pałacowego przeciwko Pekachowi. Król Asyrii, Tiglat-Pileser III, przypisuje sobie ustanowienie go królem. Giuseppe Ricciotti uważa, że stał się on królem za sprawą stronnictwa proasyryjskiego i za zgodą władcy Asyrii. Ozeasz panował w państwie okrojonym do samej tylko Samarii – reszta kraju została przyłączona do Asyrii w wyniku wojny syro-efraimskiej. Początkowo był wierny Asyrii i płacił jej regularnie trybut w wysokości 10 talentów złota i 100 talentów srebra. Później jednak zaprzestał płacenia daniny i sprzymierzył się z Egiptem. Wtedy Salmanasar V wyruszył przeciwko Ozeaszowi, zdobył Samarię i całkowicie przyłączył Izrael do Asyrii. Sam król został wzięty do niewoli i prawdopodobnie stracony.